# DragonFly (testovací kabina)

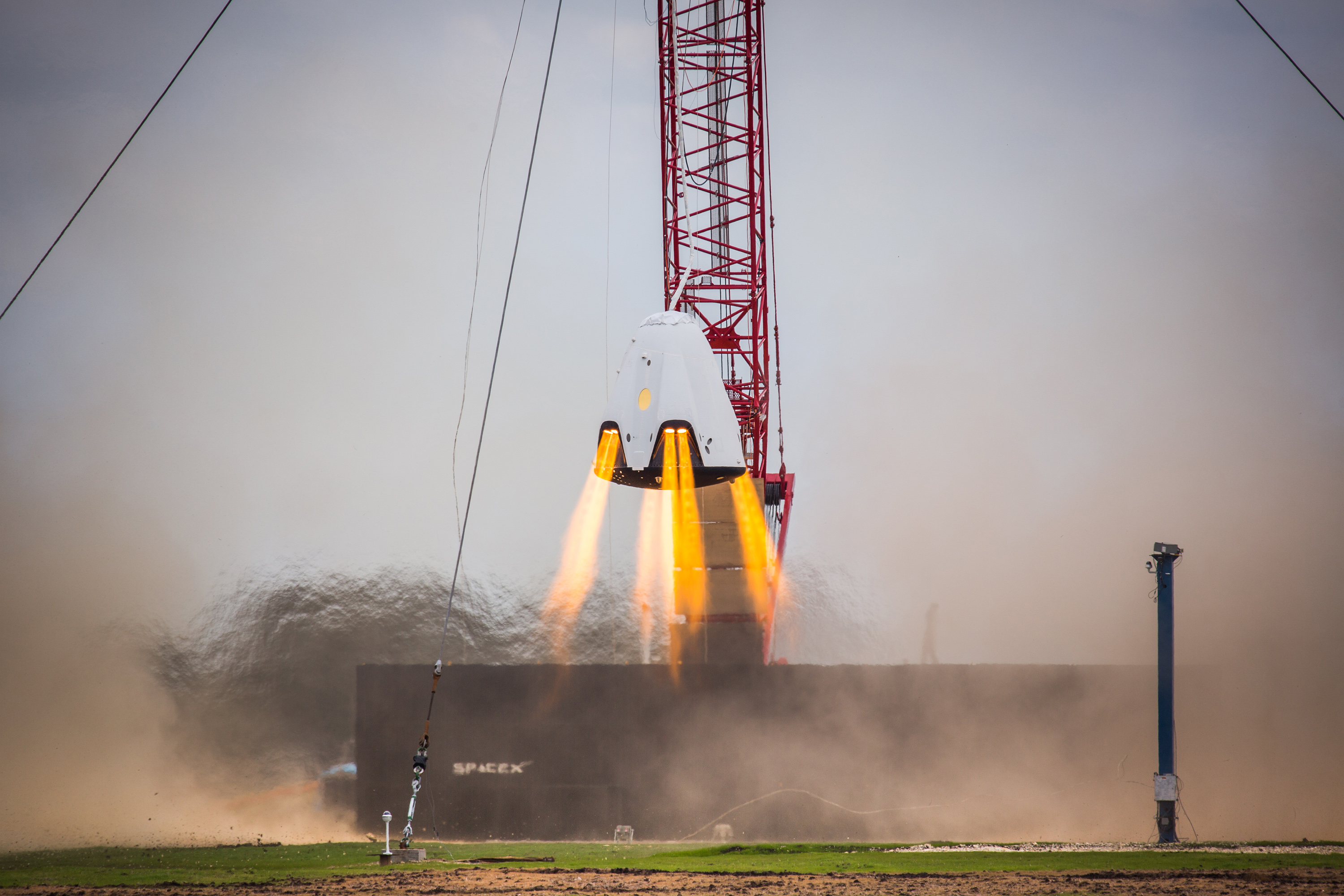
DragonFly testuje vznášení v McGregoru v Texasu.

DragonFly je testovací prototyp kosmické lodi Dragon 2 pro letové testy v malé nadmořské výšce. Hlavním prvkem, který se testoval byla funkčnost raketových motorů SuperDraco. Testování začalo v testovacím zařízení v McGregoru v Texasu v říjnu 2015, ačkoliv původně se předpokládalo, že lety začnou už v roce 2014.

## Počáteční oznámení
V květnu 2014 SpaceX veřejně oznámila rozsáhlý zkušební program motorového přistávání vesmírné kabiny nazvané DragonFly. Testy měly probíhat v Texasu na základně McGregor v letech 2014-2015.

## Povolení FAA
FAA vydala závěrečné vyhodnocení vlivů na životní prostředí v srpnu 2014. FAA zjistila, že testovací program DragonFly „nebude mít významný dopad na kvalitu lidského prostředí.“ Hodnocení odhadlo, že program bude trvat dva roky a počítala s třiceti testy každý rok. Pro další testování musí být povolení prodlouženo.
Dne 29. července 2016 SpaceX obdržela povolení k prodloužení letových testů.

## Návrh
Testovací kabina DragonFly je poháněna osmi hypergolickými raketovými motory SuperDraco, které jsou uspořádány v redundantním vzoru pro zabezpečení odolnosti proti chybám pohonném systému. Motory SuperDraco používají jako palivo kombinaci monomethylhydrazinu a oxidu dusičitého, stejné palivo používají i menší motory Draco, které slouží jako korekční trysky na lodích Dragon. Motory SuperDraco jsou schopny tahu 73 kN, ale při použití na kabině DragonFly bude výkon omezen na 68 170 N, aby se udržela stabilita kabiny.

## Testování
Povolený testovací program počítal až s šedesáti lety ve dvou rocích. Testování mělo probíhat ve čtyřech fázích. V první fázi Propulsive Assist měl být DragonFly vynesen vrtulníkem do maximální výšky tří kilometrů, kde měla být kabina vypuštěna. Při těchto testech se měly používat padáky, motory by se používaly pouze pro korigování. Druhá fáze, Ful Propulsive Landing, měla probíhat podobně, jenom by už nebyly použity padáky, takže kabina by přistávala jen s použitím motorů. Propulsive Assist Hopping je název třetí fáze, kdy měl DragonFly samostatně vzlétnout z plochy a přistát pomocí padáků. Poslední fáze testování, Full Propulsive Hopping, měla vyzkoušet vzlet i přistání za pomoci motorů.
Z dostupných informací jsou známy dva provedené testy. První z nich byl takzvaný Pad Abort Test, kdy se zkoušela funkčnost záchranného systému, který by měl zapůsobit během problému s nosičem při startu. DragonFly při něm odstartoval z rampy a na padácích poté přistál do oceánu.
Při druhém uskutečněném testu byla kabina DragonFly zavěšena na jeřábu a zkoušel se vis ve vzduchu za pomoci motorů.
V roce 2016 bylo oznámeno, že testovací kabina, která provedla dva zmíněné tety už nadále nebude využívána.